# Alfred Eisenstaedt
Alfred Eisenstaedt (n. 6 decembrie 1898, Tczew, Regatul Prusiei, Imperiul German – d. 23 august 1995, Oak Bluffs⁠(d), Massachusetts, SUA) a fost un fotograf și fotoreporter american. El și-a început cariera înaintea Celui de-Al Doilea Război Mondial. Și apoi s-a mutat în SUA, unde a ajuns un important fotograf pentru Revista Life, care a inclus mai mult de 90 de poze ale acestuia pe copertă, cu peste 2.500 povestiri foto publicate.
Printre cele mai cunoscute fotografii de copertă a fost Ziua victoriei în Times Square, surprinsă în ziua capitulării Japoniei. Fotograful surprinde sărbătoarea din Orașul New York și "un exuberant marinar American care sarută o asistentă medicală.  Eisenstaedt a fost "renumit pentru capacitatea sa de a capta imagini memorabile cu oameni importanți din știri, inclusiv politicieni, vedete de cinema și de artiști", dar și pentru fotografii "sincere", făcute cu un aparat mic Leica de 35 de mm, iluminate natural.

## Viața timpurie
Eisenstaedt s-a născut în Dirschau (Tczew) în Prusia de Vest, Imperial Germania în 1898. Familia lui era de origine evreiască, dar care s-a mutat la Berlin în anul 1906. Eisenstaedt a fost fascinat de fotografie din tinerețea lui și a început să facă poze de la vârsta de 14 ani când i-a fost dăruit primul său aparat de fotografiat, un Eastman Kodak Folding cu rolă de film. Mai târziu, el a servit ca soldat în armata germană de artilerie în timpul primului Război Mondial, dar a fost rănit în 1918. În timp ce lucra ca vânzător de curele și butoane în 1920 în Weimar, Germania, Eisenstaedt a început să facă fotografii ca freelancer pentru biroul din Berlin al Pacificului și Atlanticului in 1928. Biroul a fost preluat de Associated Press în 1931.

## Fotograf profesionist
Eisenstaedt a devenit un fotograf full-time în anul 1929, când a fost angajat de Associated Press , în Germania, și după un an a fost descris ca un "fotograf extraordinar." De asemenea, el a lucrat pentru revista llustrierte Zeitung, publicată de Ullstein Verlag, atunci cea mai mare editură. Patru ani mai târziu, el a fotografiat celebra întâlnire între Adolf Hitler și Benito Mussolini în Italia. Alte fotografii notabile ale lui Eisenstaedt includ reprezentarea unui chelner la patinoar de la Grand Hotel din St. Moritz în 1932 și Joseph Goebbels la Liga Națiunilor din Geneva în anul 1933. Deși inițial prietenos, Goebbels s-a încruntat la Eisenstaedt când a făcut fotografia.
În 1935, Italia Fascistă a invadat Etiopia, fapt ce a condus la o explozie de interes internațional în Etiopia. În timp ce lucra pentru Berliner Illustrierte Zeitung, Alfred a făcut peste 3.500 de fotografii în Etiopia, înainte de a emigra în Statele Unite, unde s-a alăturat la revista Life, dar a revenit în anul următor în Etiopia, unde a continuat fotografia.
Deaorece familia lui Eisenstaetd era de origine evreiască opresiunea lui Hitler în Germania Nazistă i-a determinat să emigreze în SUA. Au ajuns în 1935 și s-au stabilit în New York, unde ulterior a Eisenstaetd a devenit cetățean american, și s-a alăturat colegiilor săi emigranții Leon Daniel și Celia Kutschuk la Associated Press în Pix Publishing, agenție foto, înființată în acel an. În anul următor, 1936, fondatorul Times, Henry Luce a cumparat revista Life, iar și Eisenstaedt, deja remarcat pentru fotografiile sale din Europa, a fost rugat să se alăture la noua revistă ca fiind unul dintre cei patru fotografi, care îi includeau și pe Margaret Bourke-White și Robert Capa. El a rămas fotograf aici din 1936 până în 1972, fiind remarcat pentru fotojurnalismul său de eveniment și celebrități.
El a fotografiat politicieni, filosofi, artiști, industriași, autorii și celebrități în timpul carierei sale la revista, Life. În 1972 el a fotografiat aproape 2.500 de "povești" și a avut mai mult de 90 de fotografiile sale pe copertă. Revista Life a avut un tiraj de două milioane de cititori, iar reputația lui Eisenstaedt a crescut substanțial. Potrivit unui istoric, "fotografiile sale au o putere și o rezonanță simbolică care l-au făcut unul dintre cei mai buni fotografii de la Life." În anii următori, el a lucrat, de asemenea, pentru Harper ' s Bazaar, Vogue, Town & Country și altele.

### Stilul și tehnica
Din primii săi ani ca fotograf profesionist, a devenit un pasionat al camerelor mici de 35 mm, mai ales al aparatelor de fotografiat, Leica. Spre deosebire de cei mai mulți fotografi de știri de la momentul respectiv care aveau aparate foto de dimensiuni mari cu blitz atașat, Eisenstaedt a preferat aparatele mici "de mână", Leica, care i-au dat o viteză mare, dar și o mai mare flexibilitate atunci când fotografia evenimente sau captura oameni în acțiune. Fotografiile sale au fost, de asemenea, notabile ca urmare a utilizării luminii naturale, spre deosebire de iluminatul cu blitz. În 1944, revista Life l-a descris drept "decanul de azi, expert al camerelor în miniatură."
Acest stil de fotojurnalism, cu un aparat de fotografiat mai mic, dar și capacitatea sa de a folosi lumina, a ajuns apoi în faza incipientă, utilizată de mai mulți fotografi . De asemenea acest stil a ajutat la crearea unei atmosfere mai relaxate atunci când fotografiem oameni în ipostazele și expresiile lor naturale: "Oamenii nu mă iau prea în serios cu micul meu aparat de fotografiat", a declarat el. "Eu nu vin ca un fotograf. Eu vin ca un prieten." Acesta a fost un stil pe care l-a învățat în cei 35 de ani în Europa, unde el a preferat un mod de fotografiere mai informal, în special fotografiile de tip portret. Ca urmare, Life a început să folosească mai multe astfel de povești foto,revista devenind o sursă recunoscută de fotojurnalism din lume. La revista Life, fotografiile lui Eisenstaedt au fost cunoscute ca fiind "de interes uman" și mai puțin ca fiind fotografii de "știri grele", ca cele pe care le foloseau majoritatea publicațiilor ale vremii.
Succesul său la stabilirea unui cadru relaxat nu a fost lipsit de dificultăți, mai ales când a dorit să surprindă sentimentele pe care le-a dorit. Winston Churchill i-a spus unde să poziționeze camera pentru a obține o imagine bună, iar în timpul unei ședințe foto cu Ernest Hemingway în barca lui, Hemingway, într-un acces de furie, și-a sfâșiat propria cămașă în bucăți și l-a amenințat pe Eisenstaedt că o să-l arunce peste bord.

### Martha ' s Vineyard
Eisenstaedt, cunoscut sub numele de "Eisie" pentru prietenii săi apropiați, s-a bucurat de vacanțele sale anuale, timp de 50 de ani de pe insula Martha ' s Vineyard. În timpul acestor veri, el va efectua experimente fotografice, cu diferite lentile, filtre si prisme în lumină naturală. Eisenstaedt a fost pasionat de Martha ' s Vineyard și de lumina fotogenică a farurilor de pe insulă. El a fost în centrul strângerilor de fonduri organizate de Vineyard Environmental Research, Institute (VERI).
Cu doi ani înainte de moartea sa, Eisenstaedt l-a fotografiat pe Președintele Bill Clinton cu soția Hillary și fiica sa Chelsea. Sesiunea foto a avut loc la Granary Galerie în West Tisbury pe Martha ' s Vineyard și a fost documentată de un fotograf de la revista People pe data de 13 septembrie 1993.

## Viața personală și moartea
După primul său domiciliu în New York, din 1935, Eisenstaedt a trăit în Jackson Heights, Queens, New York, pentru tot restul vieții sale. Înainte cu puțin timp de moartea sa, el mergea zilnic pe jos de acasă, la redacția Life, de pe Avenue of the Americas și de pe 51st Street.
A murit în patul lui, la miezul nopții, în cabana, cunoscută sub numele de "Pilot House" a iubitei sale, Menemsha Inn. Acesta avea vârsta de 96 de ani. Acesta a decedat în compania cumnatei sale, Lucille Kaye (LuLu), și prietenului său, William E. Semne.

## Pozele notabile ale lui Eisenstaedt

### V-J zi în Times Square
Cea mai faimoasă fotografie a lui Eisenstaedt este cea a unui marinar care sărută o asistentă medicală în data de 14 august 1945 în Times Sqaure. El a capturat fotografia, folosind un aparat Leica IIIa. (Fotografia este cunoscută sub mai multe denumiri, precum: V-J Day in Times Square). Deoarece, Eisenstaedt a fotografiat rapid evenimentele de la sărbătoarea V-J Day, nu a putut să obțină identitatea celor doi sau detalii despre cei doi subiecții din poză.

### Portrete de Sophia Loren
Portretele Sophiei Loren au fost descrise de amândoi, atât de Loren, cât și de Eisenstaetd ca fiind fotografii ce transmit răutate, demnitate și iubire.

### Ice Skating Waiter, St Moritz
Fotografia din 1932 înfățișează un chelner pe patinoarul de la Grand Hotel.
 Eisenstaedt a scris: "Am făcut o fotografie colosală. Pentru a fi sigur că imaginea a fost buscă, am pus un scaun pe gheață și am cerut chelnerului să patineze. Am avut un aparat Miroflex și am focalizat scaunul.

## Premii
- 1989: National Medal of Arts. Acordat de Președintele George Bush, într-o ceremonie la Casa Albă.[18]

## Expoziție
- Alfred Eisenstaedt: 'Eisie la 88, Centrul International de Fotografie, New York, 1986. O retrospectivă.[19]

## Alfred Eisenstaedt Premii pentru revista de fotografie
Începând cu anul 1999, Alfred Eisenstaedt Premii pentru Revista de Fotografie au fost administrate de către Universitatea Columbia Absolvent de Școală de Jurnalism.

## A se vedea, de asemenea,
- Notable contributors to Life
- Erich Salomon (influența)